# Horizonversmelting
Horizonversmelting is een begrip uit de hermeneutiek dat wijst op het bestaan van een eigen ervaringshorizon met betrekking tot de denkwereld van een individu. Horizonversmelting is voor een onderzoeker binnen de hermeneutiek het vinden van raakvlakken tussen zijn eigen 'horizon' en die van de persoon die hij onderzoekt om daarmee de ander te kunnen 'verstaan'. Het vormt de paradox binnen de hermeneutiek. De versmelting houdt niet in dat de beide horizonten samen moeten vallen, omdat een onderzoeker het niet eens hoeft te zijn met de denkbeelden van degene die hij onderzoekt. Kritiek is dus wel mogelijk. De enige voorwaarde is dat de standaarden voor deze kritiek "aangetroffen worden in de wereld van het bekritiseerde standpunt" en "als de standaarden voor kritiek voor beide partijen opgaan, of ze deze nu erkennen of niet".